# Lupinus mathewsianus
Lupinus mathewsianus är en ärtväxtart som beskrevs av Charles Piper Smith. Lupinus mathewsianus ingår i släktet lupiner, och familjen ärtväxter. Inga underarter finns listade i Catalogue of Life.